# Phytomyza hyalipennis
Phytomyza hyalipennis är en tvåvingeart som först beskrevs av Johann Wilhelm Meigen 1838.  Phytomyza hyalipennis ingår i släktet Phytomyza och familjen minerarflugor.
Artens utbredningsområde är Tyskland. Inga underarter finns listade i Catalogue of Life.